# Bukit Duren
Bukit Duren är en kulle i Indonesien.   Den ligger i provinsen Aceh, i den västra delen av landet, 1 500 km nordväst om huvudstaden Jakarta. Toppen på Bukit Duren är 184 meter över havet, eller 96 meter över den omgivande terrängen. Bredden vid basen är 1,0 km.
Terrängen runt Bukit Duren är kuperad åt sydost, men åt nordväst är den bergig.Runt Bukit Duren är det glesbefolkat, med 14 invånare per kvadratkilometer. I omgivningarna runt Bukit Duren växer i huvudsak städsegrön lövskog.